# Zealot (DC Comics)
Zealot es el nombre de un personaje de cómics de Image/Wildstorm Studios, pero actualmente es propiedad de la editorial DC Comics.

## Historia
Su verdadero nombre es Lady Zannah de Khera. Nació en el planeta de Khera, Zannah y su hija Kenesha (realmente su hermana) quedaron abandonadas en la Tierra hace miles de años, cuando su nave Explorer se destruyó después de una batalla con una nave de guerra llamada Daemonite. Zannah sobrevivió gracias a su amante, Stratos, que la puso en una vaina de escape. Ella y los demás sobrevivientes fueron dispersados, obligados a ocultarse entre la población humana. Sus enemigos también se habían reducido, y aunque menos humanoides, los Daemonitas utilizaban sus poderes de toma de posesión y de mezclarse cambiando de forma, también. Para los próximos milenios, un secreto de guerra hacía estragos, con el Kherubim defendiendo a los vulnerables seres humanos de sus posibles conquistadores.

### La Orden Coda
Zannah tomó el nombre Zealot cuando se formó una hermandad de guerreros, conocidos como La Coda, en la tierra. Ella luchó con ellos durante muchos años, incluso liderando el grupo por un tiempo. Sin embargo, un incidente ocurrido en Troya (presumiblemente durante la Guerra de Troya), causó que la nombraran traidora y fue expulsada de la orden. Ella organizó la Coda para ayudar a los griegos a conquistar Troya, a cambio de 99 bebés de mujeres que se formaran como nuevos coda. Ella ayudó a Ulises a idear el caballo donde los guerreros Coda se escondieron en su interior. Durante los combates ella pensó que el asesinato de todas las mujeres desarmadas y los niños de Troya fue demasiado, y salvó la vida de la familia real. Hacer esto decidió a sus compañeros de Coda que ella había traicionado los preceptos de la Coda. Entonces fue obligada a combatir con su mejor amigo Artemis, a quien golpeó, pero se negó a matar. Esto fue considerado por Artemis como un insulto mortal. Las dos violaciones de preceptos Coda hacen de ella una vida (en su caso casi inmortal) enemiga de la Coda. Posteriormente a este evento, Zealot pasó un siglo al servicio de la bruja conocida como Tapestry. Lo hizo como pago por salvar la vida de Kenesha después de haber sido envenenada. Durante este tiempo Tapestry intentó lavar el cerebro a Zealot, cambiar su forma de pensar, pero aunque Zealot fue cambiado por un tiempo de trabajo de la bruja, logró conservar su verdadera identidad. Durante su estancia con Tapestry, sin embargo, Zealot se convirtió en una prolífica dominadora de magias. La magia enseñada fue magia negra y para corromper el alma. Por eso Zealot juró nunca utilizarla otra vez, pero tuvo que romper su promesa cuando muchos años después debió luchar contra Tapestry.
Durante el siglo XX, Zealot vivió en América con el nombre de Lucy Blaize. Durante este tiempo, trabajó para el Gobierno de los Estados Unidos y pasó a convertirse en miembro de la nefasta Equipo Uno, con compañeros de Kherubim Señor Majestic (el padre de Savant) y Lord Emp. Después de un romance con John Colt, Zealot quedó embarazada. Para que el niño no participara en la guerra Kheran / Daemonite, lo dio a un joven humano que vivía en Siberia. Muchos años después, durante una aventura, el oráculo de carácter psíquico Providencia dijo a Zealot que se reuniría con su hijo perdido hace tanto tiempo. Poco después conoce a Stormwatch héroe de Invierno y se sorprende al ver su pelo blanco, como el suyo y escuchar su acento ruso. A pesar de sus sospechas Zealot decide no decirle a Stormwatch de su descubrimiento.

## Con WildC.A.T.s y otras aventuras
Años más tarde, Zealot formó una estrecha relación con Cole Cash, lo entrenó y lo formó un hombre, en los caminos de la Coda; se convirtió en un superhombre conocido como Grifter. Luego, ambos se sumaron a los WildC.ATs. Ella sirvió con ellos durante varios años, aunque también se unió brevemente a Wildcore durante un período en el que el resto de la WildC.ATs se creía muerto.
Durante una misión con WildC.ATS en que iban a destruir un pueblo irlandés lleno de soldados creados por ingeniería genética con tecnología Daemonite, Grifter encontró un grupo de niños escondidos en un sótano. Dos de ellos intentaron llevar a los niños a un lugar seguro antes de que pudieran volar el pueblo. Zealot recibió un disparo mientras protegía los niños y quedó por detrás de su compañero de equipo, quien la creyó muerta después de la explosión.
Sin embargo, se reveló que no estaba muerta, sino que había sido el blanco de varias facciones Coda. En este tiempo Zealot, encontró a Grifter en un bar. Él estaba pasando una noche con una mujer muy parecida a ella y estaba demasiado borracho para darse cuenta de que ella no era sólo una parecida, sino ella misma. Entonces tuvieron sexo y fueron atacados por varios guerreros Coda. Después de la batalla, ella se escapó, pero más tarde quedaron atrapados entre sí.
En un momento Zealot fue capturada y condenada a muerte por la hermandad de la Tierra Coda. Fue torturada cerca de la muerte varias veces. Fue su viejo amigo Grifter (controlando al androide Ladytron) y su grupo de guerreros ragtag quienes más tarde vinieron a su rescate. 
Una vez más tenía que hacer equipo junto a Sr Majestic para luchar contra un intento malvado de Shapers Guild para recrear Kherubim en la Tierra (con un dispositivo conocido como el planeta shaper). Fue durante esta batalla que la madre de Zealot, Lady Armonía, fue asesinada. Poco después Savant le dijo que sus verdaderos padres fueron Zealot y Majestros. Zealot entonces asociado con muchos exmiembros Wildcat, como Grifter y Majestic, luchó contra su principal rival de siempre, Némesis.
Actualmente Zealot sigue con muchos de sus excompañeros en una Wildcat de forma todavía no oficial del grupo en su lucha con el Capitán Átomo

## WildCats vol. 4
Zealot, aparece por primera vez en hermandad Coda en un edificio en el planeta Khera, después de haberse retirado de la Tierra. Sin embargo, su (futuro) regreso a la Tierra se precipitó por un gran ataque Daemonite, y aunque Majestic llegó y destruyó todas las Daemonites, él cayó al suelo y le dijo a Zealot que su próximo objetivo era la Tierra.

## Véase personaje similar
- Artemis de Bana-Mighdall (DC Comics)

- Datos: Q2834653